# Konowałowka (obwód żetyski)
Konowałowka (kaz. i ros. Коноваловка) – wieś w Kazachstanie, w obwodzie żetyskim, w rejonie kerbułackim. W 2021 liczyła 13 mieszkańców.